# Holmestads distrikt
Holmestads distrikt är ett distrikt i Götene kommun och Västra Götalands län. 
Distriktet ligger öster om Götene. 

## Tidigare administrativ tillhörighet
Distriktet inrättades 2016 och utgörs av en del av området som Götene köping omfattade till 1971, delen som före 1952 utgjorde Holmestads socken.
Området motsvarar den omfattning Holmestads församling hade vid årsskiftet 1999/2000.